# Тім'яна частка
Тім'яна частка (лат. lobus parietalis)  є одним з чотирьох великих часток кори головного мозку. Тім'яна частка розташована над потиличною часткою (лат. lobus occipitalis) і позаду від лобової частки (лат. lobus frontalis)  і центральної борозни (лат. sulcus centralis).
Тім'яна частка інтегрує сенсорну інформацію різних джерел (модальностей), в тому числі, просторове відчуття та глибоку чутливість (пропріоцепцію), є основною сенсорно-рецептивною ділянкою (відчуття дотику) (механорецепції) в соматосенсорной корі, яка знаходиться позаду від центральної борозни в постцентральній звивині, і «дорсального потоку» зорового аналізатора. Основна сенсорна інформація з рецепторів шкіри (від механорецепторів, рецепторів температурної й больової чутливості), йде через таламус в тім'яну частку.
Кілька областей тім'яної частки мають важливе значення в обробці мовної інформації. Соматосенсорна кора головного мозку може бути ілюстрована у вигляді кортикального гомункула (лат. homunculus — маленька людина"), в якому частини тіла відображаються відповідно до їхнього представництва соматосенсорной корі. Верхня тім'яна часточка й нижня тім'яна часточка є основними осередками просторової орієнтації тіла. Ураження зазвичай правих верхньої або нижньої тім'яної часточки призводить до гемінеглекту — ігнорування половини власного тіла.

## Структура

Анімація. Тім'яної частки (червоний) лівої півкулі головного мозку.

Тім'яна частка обмежена трьома анатомічними кордонами: центральна (роландова) борозна (лат. sulcus centralis cerebri) відокремлює тім'яну частку від лобової частки; тім'яно-потилична борозна(лат. sulcus parieto-occipitalis) розділяє тім'яну і потиличну частки;  латеральна борозна  (лат. sulcus lateralis cerebri) (сільвієва щілина) — найбільш латеральна межа, що відокремлює її від скроневої частки; і медіальною межею слугує поздовжна щілина (лат. fissura longitudinalis), яка розділяє дві півкулі головного мозку. В соматосенсорній корі кожної півкулі головного мозку представлена шкірна чутливість контралатеральної поверхні тіла.
Відразу ж позаду від центральної борозни, і найбільш передньої ділянки тім'яної частки, знаходиться постцентральна звивина, (поле Бродмана 3), первинна соматосенсорна кора. Постцентральна борозна розділяє соматосенсорну й задню тім'яну кору (поле Бродмана 5 і поле Бродмана 7).
Задня тім'яна кора може бути підрозділена на верхню тім'яну часточку,  (лат. lobula parietalis superior, поля Бродмана  5 та 7) і нижню тім'яну часточку (лат. lobula parietalis inferior, поля Бродмана 39 та 40). Межею між ними слугує внутрішньотім'яна борозна (лат. sulcus intraparietalis). Внутрішньотім'яна борозна й прилеглі звивини мають важливе значення для керування рухами кінцівки й рухами очей, та на основі цитоархітектонічних і функціональних відмінностей підрозділяються на медіальну, латеральну, вентральну і передню ділянки.

## Функція
Вищі кіркові функції, локалізовані в  тім'яній частці:
- Дискримінаційна чутливість
- Графестезія — визначення письма на шкірі в вигляді одиночного дотику
- Локалізація дотику (двостороння одночасна стимуляція)

Тім'яна частка відіграє важливу роль в інтеграції сенсорної інформації від різних частин тіла, в розумінні чисел, співвідношень між ними та в арифметичних операціях. Його функція також включає в себе обробку інформації, пов'язаної з дотиком. Ділянки тім'яної частки пов'язані з обробкою візуально-просторової інформації. Мультисенсорну по природі, задню тім'яну кору, вчені часто називають дорсальним зоровим потоком (на противагу вентральному потоку в скроневій частці). Цей дорсальний потік ще був названий  «де»-потоком (він пов'язаний з розпізнаванням форми та визнанням об'єктів, також пов'язаний зі сховищем довготривалої пам'яті). і «як»-потоком, (також пов'язаний з рухом, місцезнаходженням об'єкта, контролем ока і руки, особливо, коли візуальна інформація використовується для 1) орієнтації саккад — узгоджених рухів очей для розпізнавання об'єкту, обличчя людини, чи 2) досягнення об'єкту рукою. Задня тім'яна кора  отримує соматосенсорну та/або візуальну інформацію, яка потім через рухові сигнали, управляє рухом руки, кисті й рухами очей.
Різноманітні дослідження в 1990-х роках показали, що різні ділянки задньої тім'яної кори у макак-резус представляють різні частини простору.
- Латеральна внутрішньотім'яна ділянка (задня тім'яна кора) містить карту нейронів (ретінотопічно кодованих при фіксованому положенні очей[8]), яка може використовуватись окоруховим апаратом для наведення руху очей, коли це необхідно.[9]
- Вентральна внутрішньотім'яна ділянка задньої тім'яної кори отримує вхідні сигнали (зорові, соматосенсорні, слухові й вестибулярні[10]) від органів чуття. Нейрони з рецептивних полів тактильної чутливості відображають простір з системою координат відносно положення голови.[10] Клітини зорових рецептивних полів також відображають простір з системою координат відносно положення голови[10], але, можливо, також із системою координат відносно положення очей[11]
- Медіальна внутрішньотім'яна ділянка задньої тім'яної кори містить нейрони з системою координат відносно положення носа.[12]
- Передня внутрішньотім'яна ділянка задньої тім'яної кори містить нейрони, які здатні реагувати на форму, розмір і орієнтацію об'єктів, які треба вхопити рукою[13] , а також для маніпуляцій руками за допомогою візуального й моторного контролю[13] Ці нейрони також здатні запам'ятовувати подразники.[14]  Передня внутрішньотім'яна ділянка та премоторна кора, працюючи разом, відповідають за зорово-моторну координацію руки[7][15][16][17].

## Клінічне значення
Особливості уражень тім'яної частки:
- Односторонні тім'яній частці
  - Контралатеральна гемігіпестезія
  - Астереогноз — неможливість визначити об'ємну (3-D) форму на дотик.
  - Аграфестезія — невміння читати цифри і літери, намальовані на шкірі рук (або тіла), з закритими очима.
  - Контралатеральна гомонімна нижня квадрантанопія
  - Асиметрія оптокінетичного ністагму
  - Сенсорні припадки
  - Феномен зникнення (контралатеральний)
- Домінантна півкуля
  - Дизартрія/Афазія
  - Акалькулія (дискалькулія)
  - Дислексія –загальний термін для порушень, які можуть включати труднощі в навчанні читання й інтерпретації слова, літери та інші символи.
  - Апраксія — нездатність виконувати складні рухи при наявності нормальних рухових, чутливих та мозочкових функцій.
  - Агнозія (тактильна агнозия) — нездатність розпізнавати або розрізняти дотики.
  - Синдром Герстмана — характеризується акалькулією, аграфією, пальцевою аномією (неможливістю назвати пальці на власній руці), труднощами в розрізненні й визначенні лівої й правої сторони.
- Недомінантна півкуля
  - Просторова дезорієнтація
  - Конструктивна апраксія
  - Апраксія одягання
  - Анозогнозія — стан, при якому людина, що страждає порушенням (або відсутністю якоїсь функції), не підозрюює про існування такого порушення.

Пошкодження правої півкулі цієї частки призводять до втрати зображень, візуалізації просторових відносин, ігнорування лівої сторони простору і лівої сторони тіла. Навіть, розглядаючи малюнок, пацієнт ігнорує ліву його половину. Пошкодження лівої півкулі цієї частки призведе до проблем в царині математики, читання, письма і розуміння символів. Тім'яна асоціативна ділянка кори головного мозку дозволяє людям читати, писати і вирішувати математичні задачі. Сенсорна інформація від правої сторони тіла ідуть до лівої частини мозку, і навпаки.
Гемінеглект (лат. hemi — половина + англ. neglect — ігнорувати, зневажати, занехаяти), або синдром просторового ігнорування, в даному випадку, половини простору, половини тіла, як правило, пов'язаний з великим дефіцитом уваги недомінантної півкулі. Оптична атаксія (неможливість досягти видимого предмету, промахування) пов'язана з труднощами досягнення до об'єктів у полі зору з протилежної від пошкодженої тім'яної ділянки. Деякі аспекти оптичної атаксії були пояснені з точки зору функціональної організації, описаної вище.
Апраксія — (apraxia; а-відсутність + грец. praxis дія) — порушення довільних рухів та дій з предметами, що виникають при локальних порушеннях вторинних та третинних полів рухового аналізатора та не супроводжуються елементарними руховими розладами (паралічі, парези, тремор). Поняття апраксія була сформована Hugo Liepmann близько ста років тому.<
Тактильна агнозія — порушення впізнання предметів на дотик при збереженні тактильних відчуттів.
Пошкодження тім'яної частки також може призвести до порушення одного з почуттів пацієнта (зір, слух, нюх, дотик, смак і просторова уява).
.

## Додаткові зображення

Частки мозку
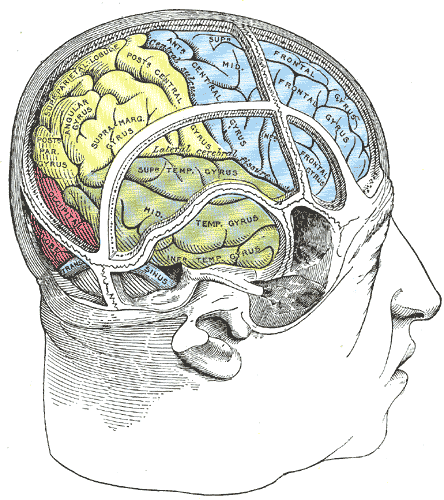
Малюнок ілюструє співвідношення мозку й черепа.
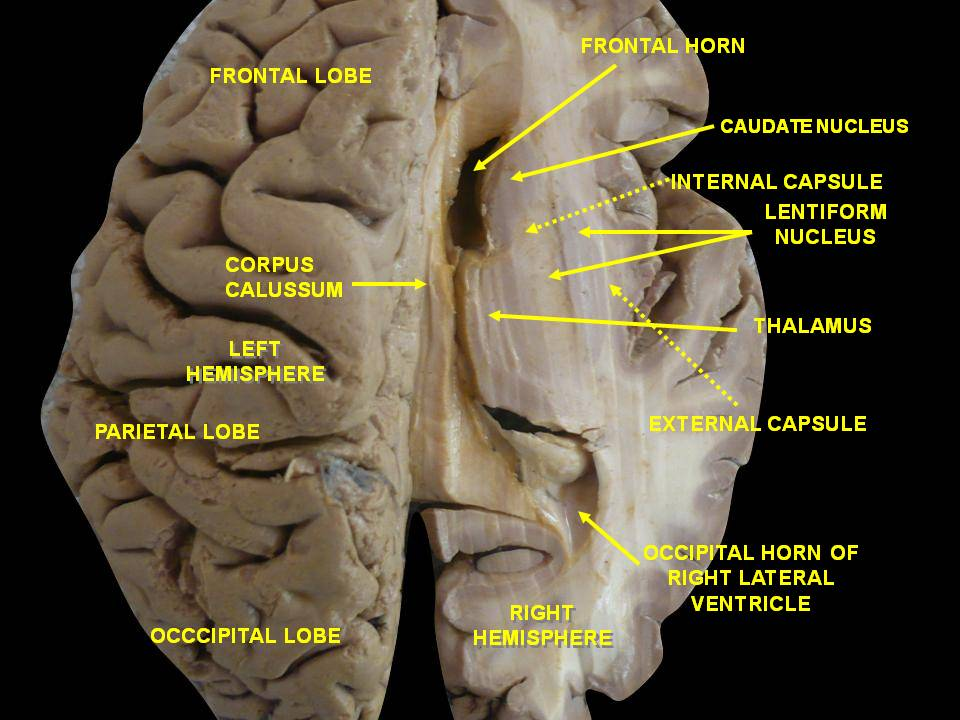
Шлуночки мозку та базальні ганглії. Вигляд згори. Горизонтальний глибокий розтин